# Туквіто чорноголовий
Тукві́то чорноголовий (Griseotyrannus aurantioatrocristatus) — вид горобцеподібних птахів родини тиранових (Tyrannidae). Мешкає в Південній Америці. Це єдиний представник монотипового роду Чорноголовий туквіто (Griseotyrannus).

## Етмологія
Наукова назва роду Griseotyrannus походить від сполучення слова лат. griseus — сірий і наукової назви роду Тиран (Tyrannus Lacépède, 1799). Видова назва aurantioatrocristatus походить від сполучення слів aurantius — оранжевий, ater — чорний і cristatus — чубатий. Наукова назва виду Griseotyrannus aurantioatrocristatus є найдовшою серед усіх біномінальних назв птахів.

## Опис
Довжина птаха становить 17,5-18 см, з яких 8 см припадає на хвіст. Верхня частина тіла бурувато-сіра, тім'я чорнувате, на тімені малопомітна золотиста пляма. Над очима сірі "брови", через очі проходять темні смуги, скроні попелясті. Нижня частина тіла світло-сіра, живіт жовтуватий. Дзьоб і лапи чорні. У молодих птахів стернові пера мають вузькі іржасті края.

## Підвиди
Виділяють два підвиди:
- G. a. pallidiventris (Hellmayr, 1929) — схід центральної Бразилії (від Пари на схід до Мараньяну і Піауї, на південь до північного Гоясу);
- G. a. aurantioatrocristatus (d'Orbigny & Lafresnaye, 1837) — північна і східна Болівія, південно-західна і південна Бразилія, північна і центральна Аргентина, Парагвай і Уругвай.

## Поширення і екологія
Чорноголові туквіто гніздяться в Бразилії, Болівії, Аргентині, Парагваї і Уругваї. Взимку частина популяції мігрує на північ до Амазонії, досянаючи північної Бразилії, заходу Еквадору і Перу, південно-західної Колумбії і південної Венесуели. Чорноголові туквіто живуть у вологих рівнинних тропічних лісах, в саванах серрадо та на болотах, зокрема в Пантаналі. Зустрічаються переважно на висоті до 1100 м над рівнем моря. Живляться комахами, на яких чатують серед рослинності, а також плодами. В кладці 2-3 яйця, інкубаційний період становить 15-16 днів. Пташенята покидають гніздо через 16 днів після вилуплення.